# Guillermo Celis
Guillermo León Celis Montiel (Sincelejo, 8 mei 1993) is een Colombiaans voetballer die bij voorkeur als defensieve middenvelder speelt. Hij tekende in 2016 bij SL Benfica. In 2016 debuteerde Celis voor Colombia.

## Clubcarrière
Celis stroomde in 2011 door vanuit de jeugdopleiding van Barranquilla. In 2012 trok hij naar Atlético Junior, waarvoor hij zes doelpunten maakte in 96 competitiewedstrijden. Op 11 maart 2012 debuteerde hij in de Colombiaanse competitie tegen Patriotas Boyacá. In juli 2016 tekende Celis een vijfjarig contract bij SL Benfica, dat 2,2 miljoen euro veil had voor de defensieve middenvelder.

## Interlandcarrière
In februari 2016 werd Celis voor het eerst opgeroepen voor het nationale elftal van Colombia. Op 24 maart 2016 debuteerde hij in de vriendschappelijke interland tegen Boliviaans nationaal elftal.